# چیزی جز آن دختر واقعی نیست
«چیزی جز آن دختر واقعی نیست» (به انگلیسی: Nothing Is Real but the Girl) آهنگی از آلبوم بازگشتنی سال ۱۹۹۹ گروه موسیقی بلاندی، بدون خروجی، است. جیمی دستری، کیبوردیست گروه، این ترانه را نوشت و این آهنگ در ۱۲ ژوئن ۱۹۹۹ در بریتانیا با قالب‌های گوناگونی پخش‌شد. هم‌چنین نماهنگی تبلیغاتی برای این آهنگ تهیه‌شد.
به دلیل موفقیت خیره‌کنندهٔ اولین تک‌آهنگ این آلبوم، ترانهٔ رتبهٔ یکی «ماریا» ، انتظارات از این آلبوم، بالا بود. با این وجود این تک‌آهنگ عملکرد ضعیفی در جدول‌های موسیقی داشت و دربریتانیا به رتبهٔ ۲۶ رسید و نتوانست در ایالات متحده به جدول‌ها راه یابد. در بریتانیا، گروه هیچ تک‌آهنگ بعدی را از آلبوم عرضه‌نکردند.
دستری این ترانه را با وجود دخترش در ذهنش نوشت، گرچه هنگامی که ترانه مجدداً برای عرضهٔ تک‌آهنگی ضبط شد، داستان از سوم‌شخص به اول تغییر یافته‌بود، و مرکزیت آهنگ را به آوازخوان، دبی هری، منتقل کرد. برای مثال، «فقط چشمانش جدی احساس می‌شوند» به «فقط چشمانم، جدی حس می‌شوند» تغییر یافته‌بود. 

## فهرست آهنگ‌ها
همهٔ آهنگ‌ها: (جیمی دستری) مگر آن‌که ذکر شده باشد

## UK CD 1
1. ‎ «Nothing Is Real but the Girl" (Boilerhouse Mix)‎ - ۳:۲۹
2. ‎ «Nothing Is Real but the Girl» (Danny Tenaglia Club Mix)‎ - ۹:۴۷
3. ‎ «Nothing Is Real but the Girl" (Danny Tenaglia Instradub)‎ - ۵:۳۳

## UK CD 2
1. ‎ «Nothing Is Real but the Girl" (Radio Remix With Alternate Intro)‎ - ۳:۲۷
2. ‎ «Rip Her to Shreds" (Live)‎ (هری، استین) - ۳:۳۲
3. "Maria (Live) - ۵:۱۰

## UK Cassette
1. ‎ «Nothing Is Real but the Girl" (Boilerhouse Lounge Mix)‎ - ۳:۲۶
2. ‎ «Rip Her to Shreds" (Live)‎ (هری، استین) - ۳:۳۲